# سولوگامی

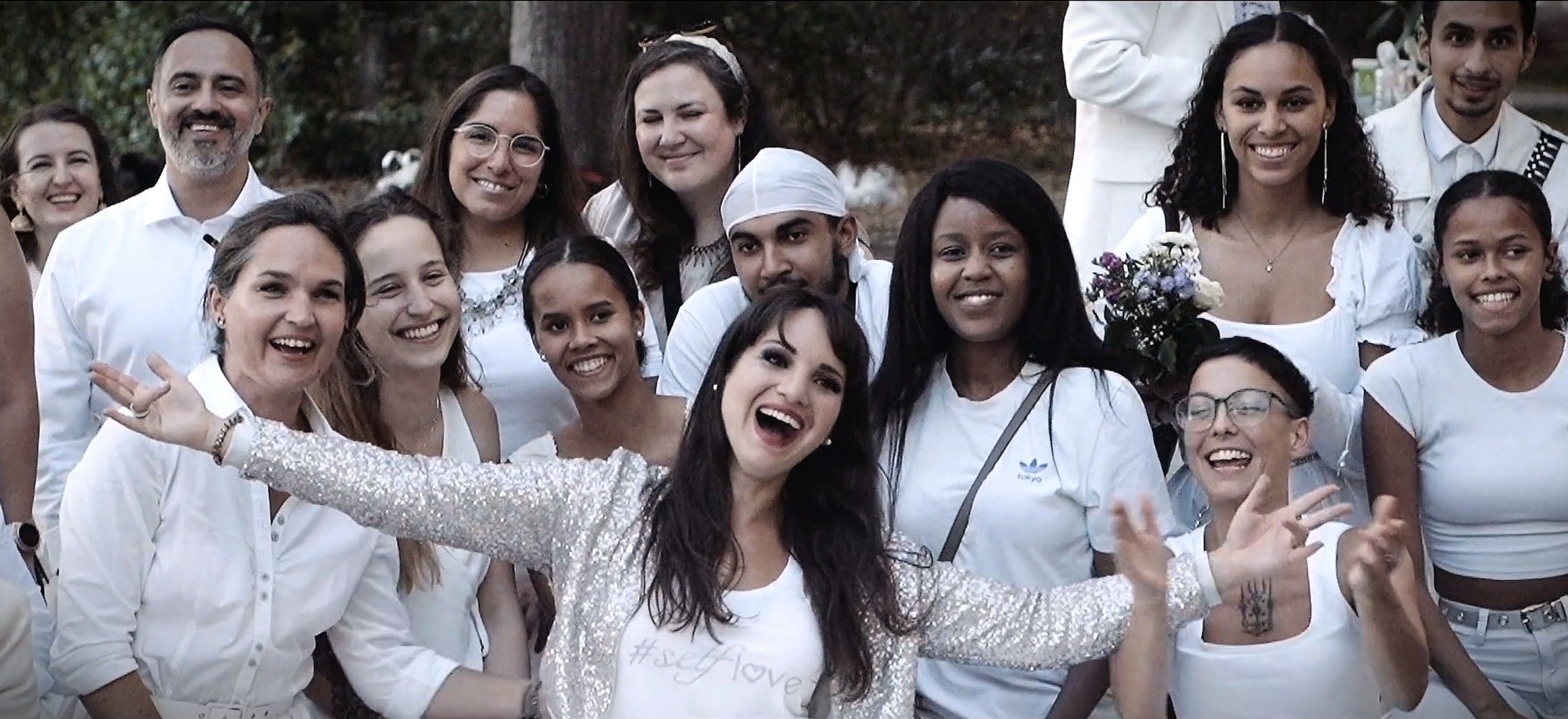
صحنه‌ای از مستند برنده جایزه ۲۰۲۰ «سولوگامی»

سولوگامی یا ازدواج با خود، نوعی ازدواج است که در آن فردی با خودش ازدواج می‌کند؛ این نوع ازدواج بیشتر در کشورهای ژاپن، استرالیا، تایوان، بریتانیا، و ایالات‌متحده مشاهده شده می‌شود.

## مراسم ازدواج
مراسم ازدواج با خود، مراسمی است که شبیه با ازدواج معمولی انجام می‌شود. در این مراسم از بین اعضای خانواده یا دوستان می‌توانند به مهمانی و مراسم دعوت شوند. قسمت جالب این جاست که فرد به‌طور خصوصی در یک اتاق می‌رود و در مقابل آیینه به همراه یک شمع خلوت می‌کند.

## دلایل و علت سولوگامی
سولوگامی دارای یک وجه مشترک است، «نارسیسیسم» یا «خود شیفتگی» محور اصلی این پدیده است. در همین راستا کریستوفر لاش، نویسنده و منتقد فرهنگی در کتاب پرفروش خود با عنوان «فرهنگ خودشیفتگی» که بر اساس مقاله کلاسیک زیگموند فروید با نام «در مورد خودشیفتگی» نوشته شده، ازدواج با خود را یک پیامد منطقی از خودشیفتگی دانسته‌است. خودشیفتگی به عنوان احساس خودبزرگ‌بینی و عشق بیش از حد به خود تعریف شده‌است.
لاش فردی مذهبی نبود، اما فهمید چگونه ارزش‌ها، باورها و شیوه زندگی در فرهنگ مدرن به فراگیری خودشیفتگی منجر خواهد شد. خودشیفتگی از فردگرایی مدرن شدیدتر است. بر این اساس، خودشیفتگی بر مبنای یک اختلال روحی به وجود می‌آید که مارتین لوتر با الهام از گزاره‌ای از آگوستین آن را «خرابکاری به خود پیچیده شده» توصیف می‌کند. لاش در این کتاب به توصیف روند روزافزون خودشیفتگی در جامعه آمریکا می‌پردازد.
واژه «خودشیفتگی» از نام یک اسطورهٔ یونانی به نام نارسیس گرفته شده‌است. او یک مرد جوان، زیبا و خوش‌تیپ بود که تمام دختران عاشق او می‌شدند. اما نارسیس بر اساس احساساتی ویژه تنها خودش را جذاب می‌دانست و به دخترانی که عاشق او بودند توجه نمی‌کرد. سرانجام یک روز در حالی که در جنگل قدم می‌زد، برای نوشیدن آب از برکه‌ای توقف کرد. در این هنگام با دیدن تصویر خود در برکه، به گونه‌ای محو تماشای چهرهٔ خود شد که در برکه افتاد و غرق شد.